# Étang Neuf
L'étang Neuf est situé sur la commune de Gambaiseuil dans le département des Yvelines. Il fait partie de la forêt domaniale de Rambouillet.

## Géographie
Situé à 115 mètres d’altitude, l’étang couvre une surface de 3 hectares. Il est bordé d’une digue artificielle sur son côté ouest.  A son point sud, l’étang est relié à l’axe hydrologique qui relie les étangs de Hollande via l’étang Rompu, en amont, (par le ruisseau du pont Neuf puis le ruisseau des Ponts Quentin) et  la Vesgre, un affluent de l'Eure, en aval (par le Grapelin).

## Environnement
L’étang Neuf fait partie de la Zone naturelle d'intérêt écologique, faunistique et floristique (ZNIEFF) de type 1 « Vallée du ru des Ponts Quentin des Grand Baliveaux à l’étang Neuf » qui couvre une surface de 436 hectares.
Les abords de l’étang abritent des fougères des marais (Thelypteris palustris) et des dryoptéris à crêtes (Dryopteris cristata) protégés nationalement, ainsi que la grande douve (Ranunculus lingua) et l’utriculaire citrine (Utricularia australis). Le réseau aquatique abrite une quinzaine d’espèces de libellules (odonates).
L’étang fait aussi partie de la zone Natura 2000 « massif de Rambouillet et zones humides proches » au titre de la Directive oiseaux. Il héberge notamment des martins-pêcheurs.
La lamproie et la truite fario fréquentent le ru en aval de l’étang.